# Ancienne banque néerlandaise (Pretoria)
Le bâtiment de l'ancienne banque néerlandaise (en afrikaans : Ou Nederlandse Bankgebou) est un immeuble situé sur le côté ouest du church square à Pretoria, Afrique du Sud.
Le bâtiment porte le nom de l'ancienne Nederlandsche Bank voor Suid-Afrika (devenu Nedbank). 
Inauguré en 1897, il a été classé comme monument national comme tout le côté ouest du Church square par le président de l'État sud-africain Marais Viljoen et est inscrit au registre du patrimoine provincial du Gauteng.

## Descriptif
Le bâtiment est de style néo-flamand. Sa façade est en grès, tandis que les côtés sont en brique rouge. Les intérieurs sont de style Art Nouveau.

## Historique
Le 23 mars 1888, la Banque néerlandaise et coopérative de crédit pour l'Afrique du Sud ("Nederlandsche Bank en Credietvereniging voor Zuid-Afrika") a été fondée à Amsterdam. La même année, une succursale est ouverte à Pretoria, la capitale de la République sud-africaine (ZAR). 
L'architecte néerlandais Willem de Zwaan (1867-1948) fut chargé en 1896 de concevoir un nouveau bâtiment pour la Banque des Pays-Bas à Pretoria. Il l'a conçu dans le style Néo-Renaissance flamande. Tout le travail du fer forgé a été réalisé par la société F. W. Braat de Delft, aux Pays-Bas.

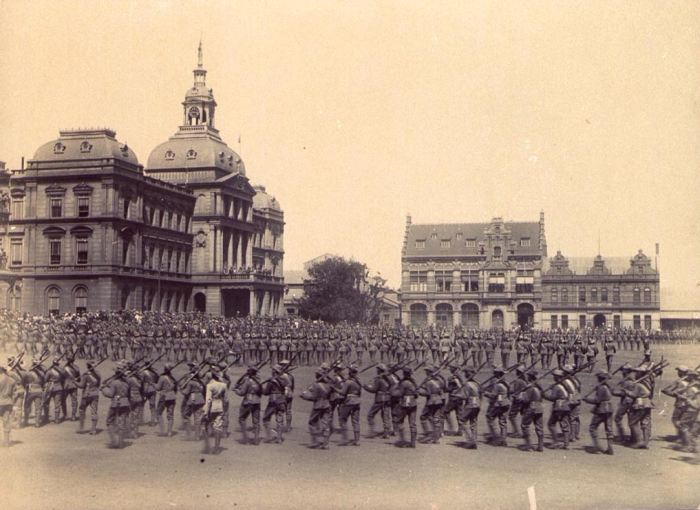
Revue des troupes boers devant le Raadsaal, la banque néerlandaise et la chambre des lois en octobre 1899, au début de la seconde guerre des Boers

Érigé à la place où se tenait le South African Hotel (une longue bâtisse de plain-pied avec véranda et perron), le nouveau bâtiment de la banque ouvre ses portes le 2 décembre 1897,, devenant la troisième succursale de la Banque des Pays-Bas et l'une des sept succursales bancaires situées autour de la place de l'Église. L'ancien bâtiment, qui avait été utilisé de 1888 à 1897, fut transformé en magasins puis démoli. 
En 1914, un incendie a détruit le second étage (restauré en 1988).
En 1951, le gouvernement sud-africain a acheté l'immeuble. Nedbank a conservé son siège social au rez-de-chaussée jusqu'en 1953, date à laquelle elle a déménagé dans son troisième et dernier siège social à Pretoria, conçu par Norman Eaton avant de déménager à Johannesburg dans les années 1960. Le premier étage de l'ancien bâtiment a été loué à une usine de dynamite (la "Zuid-Afrikaansche Fabrieken Voor Ontplofbare Stoffen").
En 1971, le ministère des travaux publics se lance dans des projets contestés de renouvellement urbain sur Church square. La construction sur la façade ouest de deux tours de 130 m de hauteur est envisagée puis abandonnée pour laisser la place à des projets visant tout autant à transformer radicalement la physionomie de la façade ouest de la place où se situe le bâtiment de l'ancienne banque néerlandaise. Au prix d'un bras de fer avec l'administrateur du Transvaal, Sybrand van Niekerk et avec le premier ministre John Vorster, l'ensemble de la façade ouest, du théâtre du Capitol à l'Investment Building  (le Café Riche) et la poste, échappent finalement à la démolition, grâce à la mobilisation de plusieurs milliers d'habitants mais aussi à la mobilisation des architectes, des historiens, des associations culturelles, des artistes, de personnalités politiques et de la presse,. 
De 1975 à 1977, le bâtiment est le siège du département d'architecture de l'Université de Pretoria et a également été utilisé comme espace d'exposition temporaire. 
Le bâtiment a été utilisé depuis 2013 comme centre d'information touristique de Tshwane. Les bureaux du premier étage ont servi également de bibliothèque.

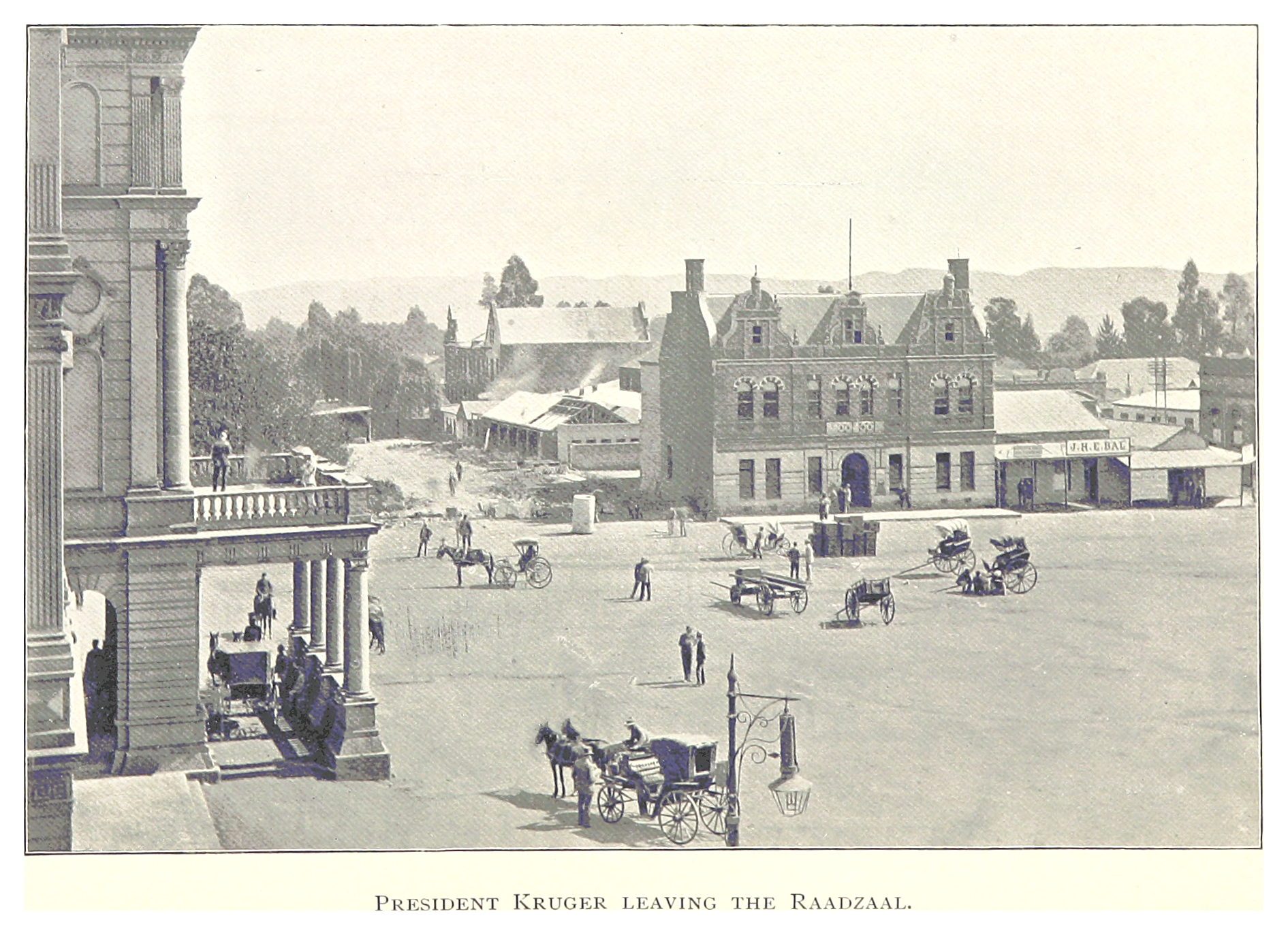
Le site en 1896 (à gauche du bâtiment de la chambre des lois), avant la construction de l'immeuble
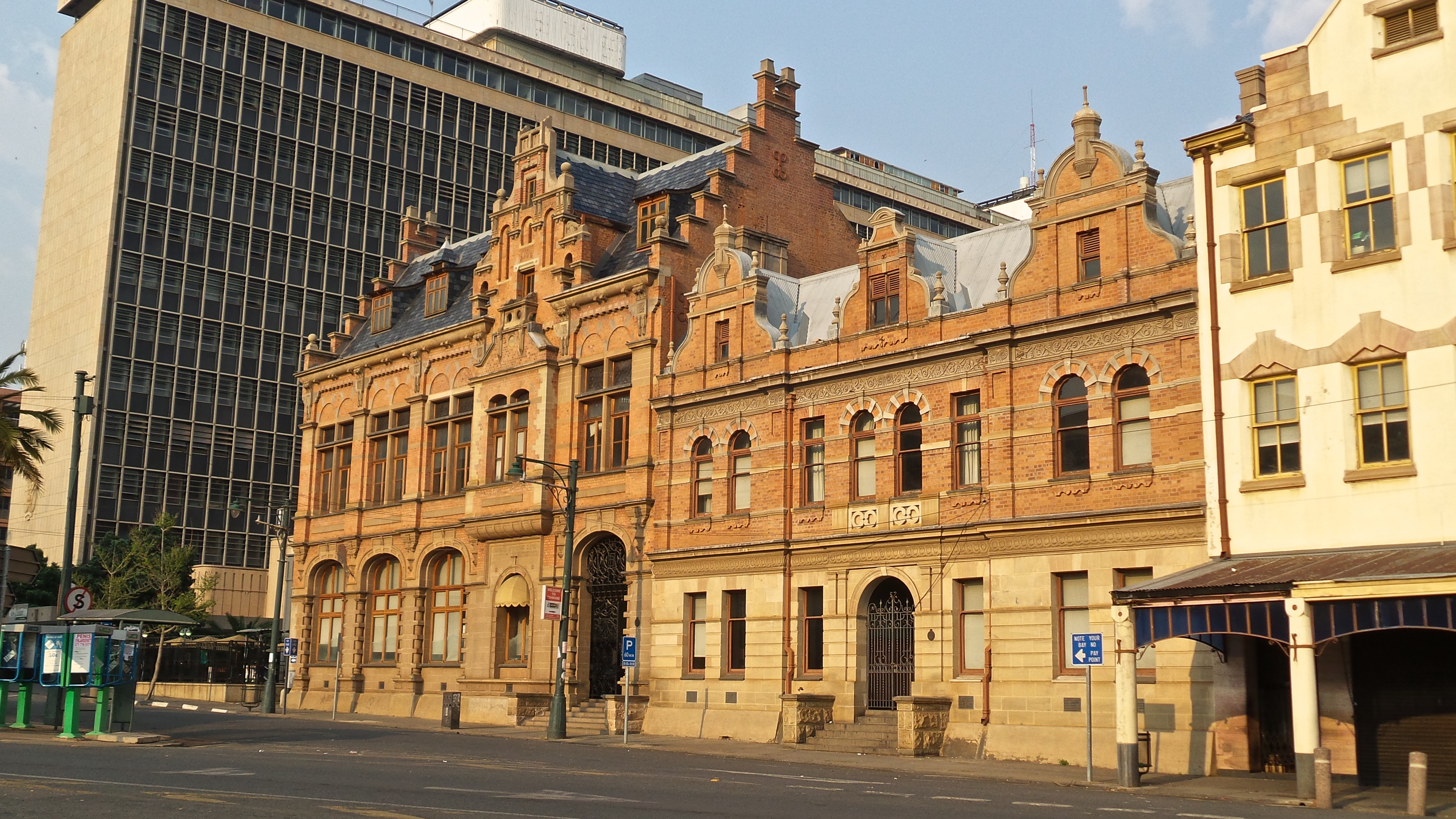
L'ex-banque et l'ex-chambre des lois. En arrière plan, le bâtiment de l'administration du Transvaal (construit en 1966, inoccupé depuis 1994)
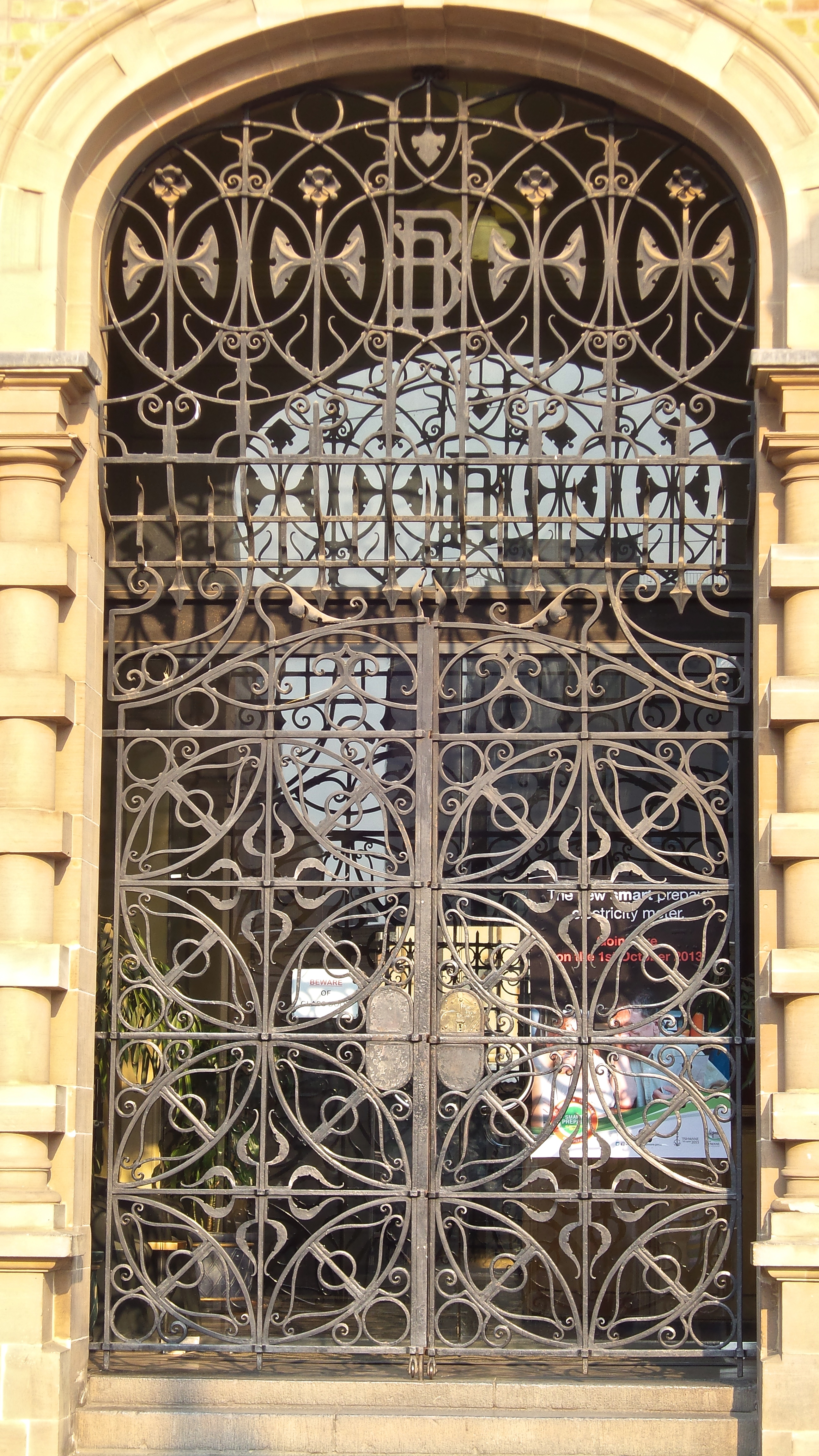
Portail
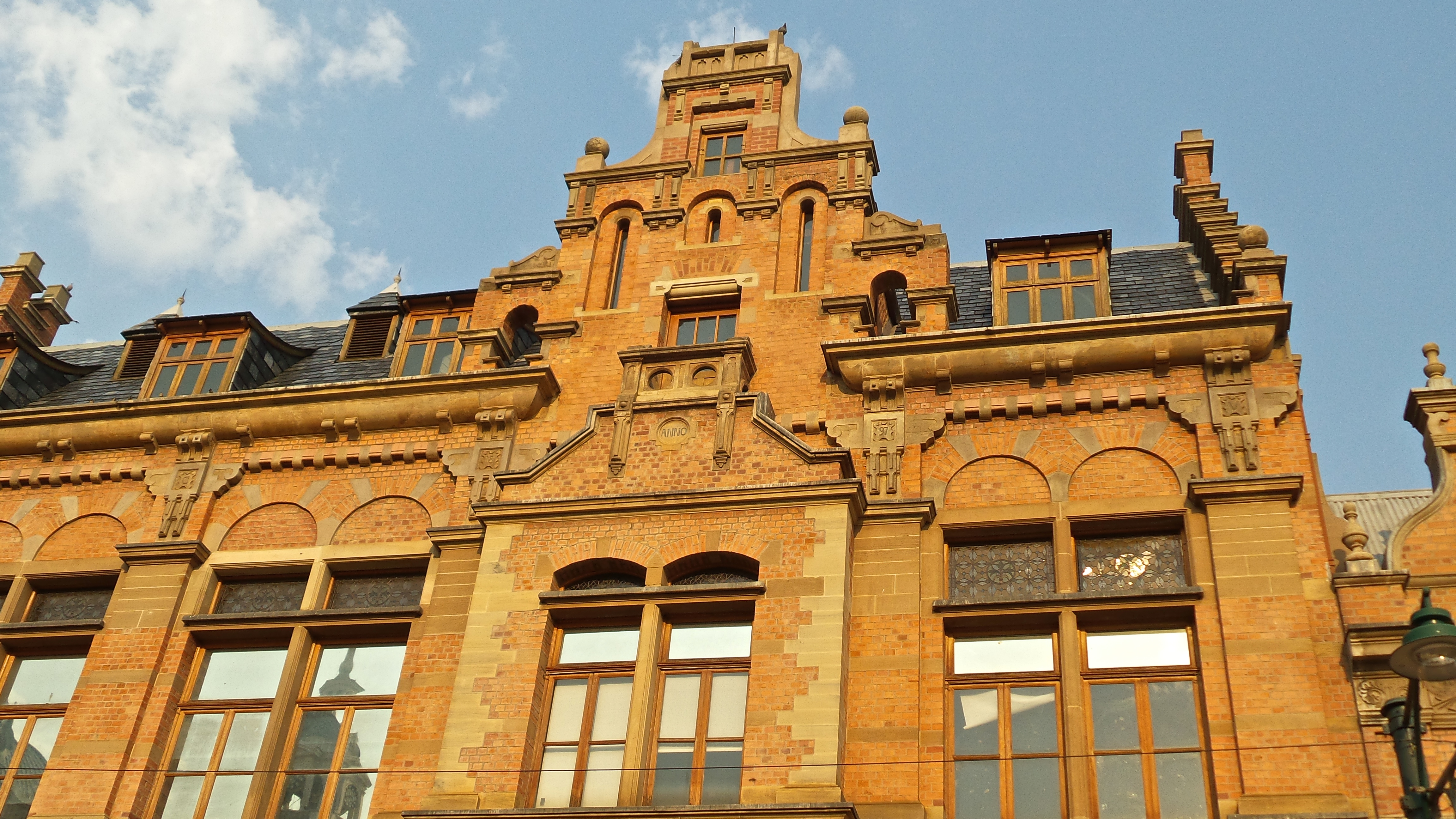
Les étages de l'immeuble
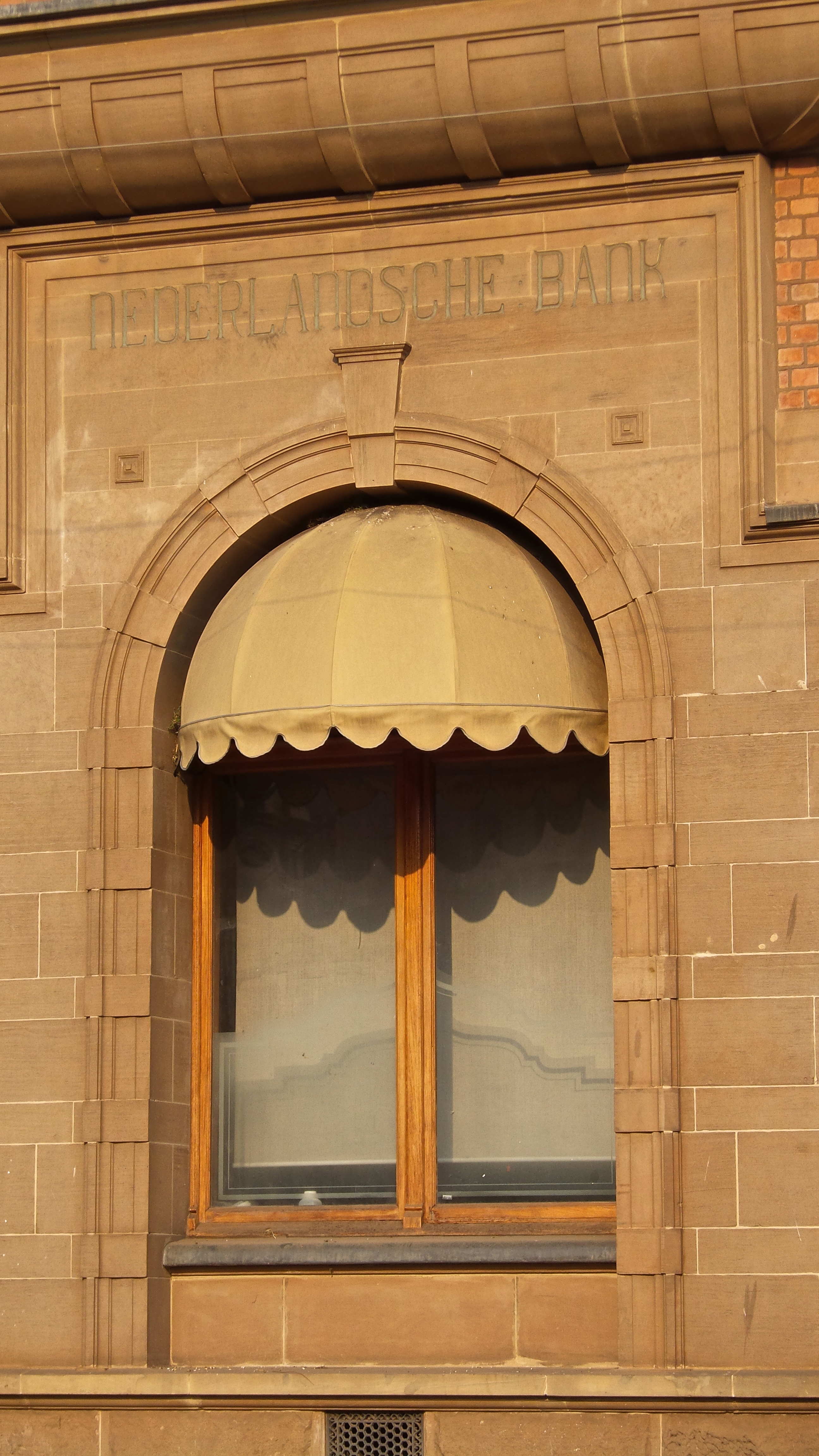
Inscription en façade